# Listă de filme americane din 1910
Aceasta este o listă de filme americane din 1910:
| Titlu                           | Regizor                   | Actori                                                             | Gen                    | Note                                                            |
| ------------------------------- | ------------------------- | ------------------------------------------------------------------ | ---------------------- | --------------------------------------------------------------- |
| Abraham Lincoln's Clemency      | Theodore Wharton          | Leopold Wharton                                                    |                        |                                                                 |
| An Arcadian Maid                | D. W. Griffith            | Mary Pickford, Mack Sennett                                        | Dramă                  |                                                                 |
| As It Is In Life                | D. W. Griffith            | George Nichols, Gladys Egan, Mary Pickford                         | Romantic, dramă        |                                                                 |
| Colind de Crăciun               | J. Searle Dawley          | Marc McDermott, Charles Stanton Ogle                               |                        |                                                                 |
| The Courtship of Miles Standish | Hobart Bosworth           | Robert Z. Leonard                                                  | Dramă                  | [ 1 ]                                                           |
| The Englishman and the Girl     | D. W. Griffith            | Charles Craig, Mary Pickford                                       | Comedie                |                                                                 |
| Frankenstein                    | J. Searle Dawley          | Augustus Phillips, Charles Stanton Ogle, Mary Fuller               | Groază                 | Prima ecranizare a romanului omonim al scriitoarei Mary Shelley |
| The Fugitive                    | D. W. Griffith            | Kate Bruce, Edward Dillon                                          | Dramă                  |                                                                 |
| Gentleman Joe                   |                           | Harry Carey                                                        |                        |                                                                 |
| Hemlock Hoax, the Detective     |                           |                                                                    | Comedie                |                                                                 |
| The House with Closed Shutters  | D. W. Griffith            | Henry B. Walthall                                                  | Dramă                  |                                                                 |
| In Old California               | D. W. Griffith            | Frank Powell, Arthur V. Johnson, Marion Leonard, Henry B. Walthall | Melodramă              | Primul film turnat la Hollywood                                 |
| In the Border States            | D. W. Griffith            | Charles West                                                       | Dramă                  |                                                                 |
| A Lad from Old Ireland          | Sidney Olcott             | Sidney Olcott, Gene Gauntier, Thomas O'Connor                      | Dramă                  |                                                                 |
| Pocahontas                      |                           | Anna Rosemond, George Barnes, Frank H. Crane                       | Scurtmetraj, fantastic |                                                                 |
| Pride of the Range              | Francis Boggs             | Tom Mix                                                            | Western                | Primul rol pe ecran al lui Hoot Gibson                          |
| Ramona                          | D. W. Griffith            | Mary Pickford, Henry B. Walthall                                   | Dramă                  |                                                                 |
| The Rocky Road                  | D. W. Griffith            | Frank Powell, Stephanie Longfellow                                 | Dramă                  |                                                                 |
| Roosevelt in Africa             | Cherry Kearton            | Theodore Roosevelt                                                 | Documentar             |                                                                 |
| Rose O'Salem-Town               | D. W. Griffith            | Henry B. Walthall                                                  | Dramă, scurtmetraj     |                                                                 |
| The Sanitarium                  |                           | Fatty Arbuckle                                                     | Comedie                |                                                                 |
| The Two Brothers                | D. W. Griffith            | Arthur V. Johnson                                                  | Western                |                                                                 |
| The Unchanging Sea              | D. W. Griffith            | Arthur V. Johnson                                                  | Dramă                  |                                                                 |
| What the Daisy Said             | D. W. Griffith            | Clara T. Bracy, Mary Pickford, Mack Sennett                        |                        |                                                                 |
| The Woman from Mellon's         | D. W. Griffith            | Billy Quirk, Mary Pickford                                         |                        |                                                                 |
| Vrăjitorul din Oz               | Otis Turner (nemenționat) | Bebe Daniels                                                       |                        |                                                                 |